# كيريل غيرستاين
كيريل غيرستاين (بالإنجليزية: Kirill Gerstein)‏ هو عازف بيانو أمريكي، ولد في 23 أكتوبر 1979 في فارونيش في روسيا.

## وصلات خارجية
- الموقع الرسمي
- كيريل غيرستاين على موقع IMDb (الإنجليزية)
- كيريل غيرستاين على موقع ميوزك برينز (الإنجليزية)
- كيريل غيرستاين على موقع أول ميوزيك (الإنجليزية)
- كيريل غيرستاين على موقع ديسكوغز (الإنجليزية)
- كيريل غيرستاين على موقع قاعدة بيانات الفيلم (الإنجليزية)